# Jorge Góngora
Jorge Góngora Montalván (* 12. Oktober 1906 in Lima; † 25. Juni 1999 ebenda) war ein peruanischer Fußballspieler. Er nahm an der ersten Fußball-Weltmeisterschaft 1930 in Uruguay teil. 

## Karriere
Góngora begann seine Karriere beim Club Sportivo Jorge Chávez aus Callao. Von dort wechselte er 1928 zu Universitario de Deportes, wo er ein Jahr später die peruanische Meisterschaft gewann. 1932 verließ er Peru und spielte bis 1939 für die chilenischen Klubs Audax Italiano, Unión Española und CF Universidad de Chile.
1929 nahm er mit der peruanischen Nationalmannschaft an der Südamerikameisterschaft in Argentinien teil, wo er im Spiel gegen Argentinien eingesetzt wurde. Bei der Weltmeisterschaft 1930 stand Góngora ebenfalls im Aufgebot Perus, kam dort in den beiden Vorrundenspielen gegen Rumänien und den späteren Weltmeister Uruguay jedoch nicht zum Einsatz. Er nahm auch an der Südamerikameisterschaft 1935 im eigenen Land teil, bei der Peru den dritten Platz belegte. Im Spiel gegen Argentinien wurde Góngora in der 13. Minute für Teodoro Fernández eingewechselt.

## Erfolge
- Peruanische Meisterschaft: 1929